# Malta (Ohio)
Malta è un villaggio degli Stati Uniti d'America, situato nello stato dell'Ohio, in particolare nella contea di Morgan.